# 크쥐시토프 키에슬로프스키

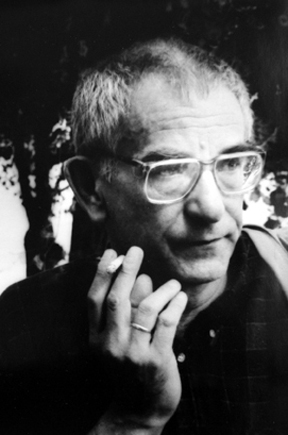
1994년의 크쥐시토프 키에슬로프스키

크쥐시토프 키에슬로프스키(폴란드어: Krzysztof Kieślowski 크시슈토프 키에슬로프스키[*], 1941년 6월 27일 - 1996년 3월 13일)는 폴란드의 영화 감독 겸 시나리오 작가이다. 그의 작품들은 당대의 사회적, 윤리적 쟁점들을 그만의 독특한 휴머니즘을 통해 그려낸 것으로 평가받고 있다. 세계적으로 영향력 있는 영화 감독으로 손꼽히는 그의 대표작으로는 <십계> 연작(1989), <베로니카의 이중 생활(1991)>, <세 가지 색> 연작(1993-1994) 등이 있다.

## 생애

### 유년 시절
바르샤바에서 태어나, 결핵이 있는 아버지를 따라 여러 마을에서 자랐다. 어린 시절부터 그는 독실한 가톨릭교도로 자라났으며, 그 후로도 자신은 끊임없이 신과의 “개인적이고 내밀한” 관계를 유지해 왔다고 말한 바 있다. 16세에 소방관 훈련소를 다녔지만 3개월 만에 퇴학당하였다. 특별한 꿈이 없었기에 1957년, 친척이 운영하던 바르샤바의 연극 기술자 학교에 입학한 키에슬로프스키는 이후 연극 감독이 되기로 결심하였으나, 학사 과정을 밟아야 한다는 것을 알고 우치 국립 영화 학교에 지원했다. 학교에 입학하기 전까지 그는 두 번의 불합격 통보를 받았는데, 그 동안 군대에 가는 것을 피하기 위해 잠깐 동안 미술학도로 가장하거나 스스로를 굶기기도 했다. 1964년에 마침내 우치 국립 영화 학교에 입학했으며, 대학 4학년 과정 중 마리아 코티요와 결혼했다.

### 초기 다큐멘터리
키에슬로프스키가 대학에 다니고 있을 때는 폴란드 정부가 표현의 자유를 많이 허용하고 있던 시기였다. 1968년에 학교를 졸업했을 때 그는 이미 연극에 흥미를 잃은 상태였고, 곧바로 사회적 경각심을 불러일으키는 다큐멘터리 영화들을 만들기 시작했다. 이때부터 그가 지속적으로 만들어온 다큐멘터리 영화들은, 적극적으로 정치적 색깔을 드러내는 대신 어둡고 절망적인 삶을 살아가는 우치 주민들의 삶을 그려내고 있다. 그의 초기 작품들은 주로 TV 영화로 제작되었는데, 이 시기의 대표적인 작품들로는 <일꾼들 '71(1971)>과 <이력서(1975)> 등이 있다. 이 중 1970년 폴란드에서 일어난 대규모 파업을 다룬 <일꾼들 '71>은 무분별한 검열을 당해야 했는데, 키에슬로프스키는 이 경험으로 인해 폴란드의 현 정권 아래서 진실을 있는 그대로 말할 수 있는지 되돌아보게 되었다고 말했다.

### 폴란드에서의 활동
그가 다큐멘터리가 아닌 영화로는 처음으로 감독한 영화는 TV 영화로 제작된 《직원》(1975)이었는데, 무대 기술자들 사이에서 벌어지는 사건을 그린 이 작품으로 그는 만하임 영화제 대상을 수상했다. 이듬해에 발표된 작품 《상처》는 그의 최초의 극장용 장편 영화였는데, 이 작품에서 그는 한 공장의 경영 문제를 사실적으로 묘사했다. 이 시기에 그가 감독한 영화들은 극영화임에도 불구하고 다큐멘터리 스타일을 차용해 리얼리즘적인 면모가 강조되고 있다는 특징이 있다. 이어서 1979년에 발표된 《카메라 버프》로 그는 모스크바 국제 영화제 대상을 수상했으며, 1981년에는 《블라인드 챈스》라는 작품을 통해 사회 전체의 문제에서 개인이 맞닥뜨리는 윤리적 문제로 초점을 옮겨가는 모습을 보였다.
80년대 초를 기점으로 그의 작품들에 대한 탄압은 더욱 거세졌는데, 《블라인드 챈스》는 폴란드에서 1987년까지 개봉되지 못했으며 그의 많은 영화들이 검열, 재촬영 및 재편집을 거쳐야 했다. 비슷한 시기에 그는 《정거장》(1981)이라는 자신의 영화가 한 범죄 사건의 증거로 거론된 것을 알게 된 후, 극영화가 삶을 더욱 진실하게 담아낼 수 있다는 것을 깨닫고 다큐멘터리 장르에서 손을 떼기 시작한다. 이 때 발표된 《노 엔드》(1984)는 그의 모든 작품들 중에서도 가장 정치적 색깔이 강한 것으로 불리는데, 군사 법정에서 일어나는 일들을 한 죽은 변호사와 그의 미망인의 관점에서 그리고 있다. 《노 엔드》를 만드는 과정에서 키에슬로프스키는 당시 변호사였던 크쥐시토프 피에시에비치(Krzysztof Piesiewicz)와 음향감독 즈비그니에프 프레이스네르(Zbigniew Preisner)를 만나게 되는데, 이 둘은 이후 키에슬로프스키의 작품들에서 큰 역할을 하게 된다. 피에시에비치는 키에슬로프스키와 함께 이후 그의 모든 영화의 시나리오를 공동 저술했으며, 프레이즈너는 그의 거의 모든 영화를 위해 필름 스코어를 만들어 주었다 (프레이스네르의 음악은 영화의 플롯을 이끌어 나가는데도 중요한 역할을 하는데, 영화 속에서는 보통 가상의 작곡가 반 덴 부덴마이어의 것으로 지칭된다).
1988년 TV 시리즈물로 상영된 《십계》 연작은, 각각 십계명에 기초를 두고 있는 1시간짜리 단편 10개로 구성된 대규모 프로젝트였다. 이 시리즈물은 서독의 지원을 받아 완성되었는데, 이미 폴란드에서 자금원을 구하는 데 난항을 겪고 있던 키에슬로프스키는 이후 서유럽 국가들, 특히 프랑스에서 재정적 도움을 많이 받게 된다. 이듬해 베네치아 국제 영화제에서 전 세계에 첫 선을 보인 《십계》는 오늘날 현대 영화계의 대작 중 하나로 기억되고 있다. 전체 시리즈 중 다섯 번째와 여섯 번째 에피소드는 각각 《살인에 관한 짧은 필름》과 《사랑에 관한 짧은 필름》이라는 영화로 따로 다시 제작되었다.

### 후기 작품
그의 마지막 4편의 영화들은 모두 프랑스를 비롯한 외국의 후원을 통해 제작되었는데, 그 중 첫 번째인 <베로니카의 이중 생활>은 처음으로 상업적 성공을 거두었다. 이를 통해 안정적인 후원금을 확보한 그는 최후의 작품인 <세 가지 색> 3부작을 완성하기에 이르는데, 여기에 속하는 <블루>, <화이트>, <레드> 세 편의 장편은 각각 프랑스 국기의 색깔들이 상징하는 바를 주제로 다루고 있다. 이 세 편의 영화를 통해 키에실로브스키는 상업적 성공을 거뒀음은 물론 <블루>로는 93년 베네치아 국제 영화제 황금사자상을, <화이트>로는 94년 베를린 국제 영화제 감독상을, <레드>로는 95년 아카데미 감독상과 작가상에 지명되는 영예를 누렸다. <레드> 발표와 함께 감독 은퇴를 선언한 그는, 피에시비츠와 함께 단테의 〈신곡〉에서 영감을 받은 <천국>, <지옥>, <연옥> 3부작의 시나리오를 쓰다가 1996년 3월 13일 심장마비로 세상을 떠났다.

## 업적 및 사후 평가

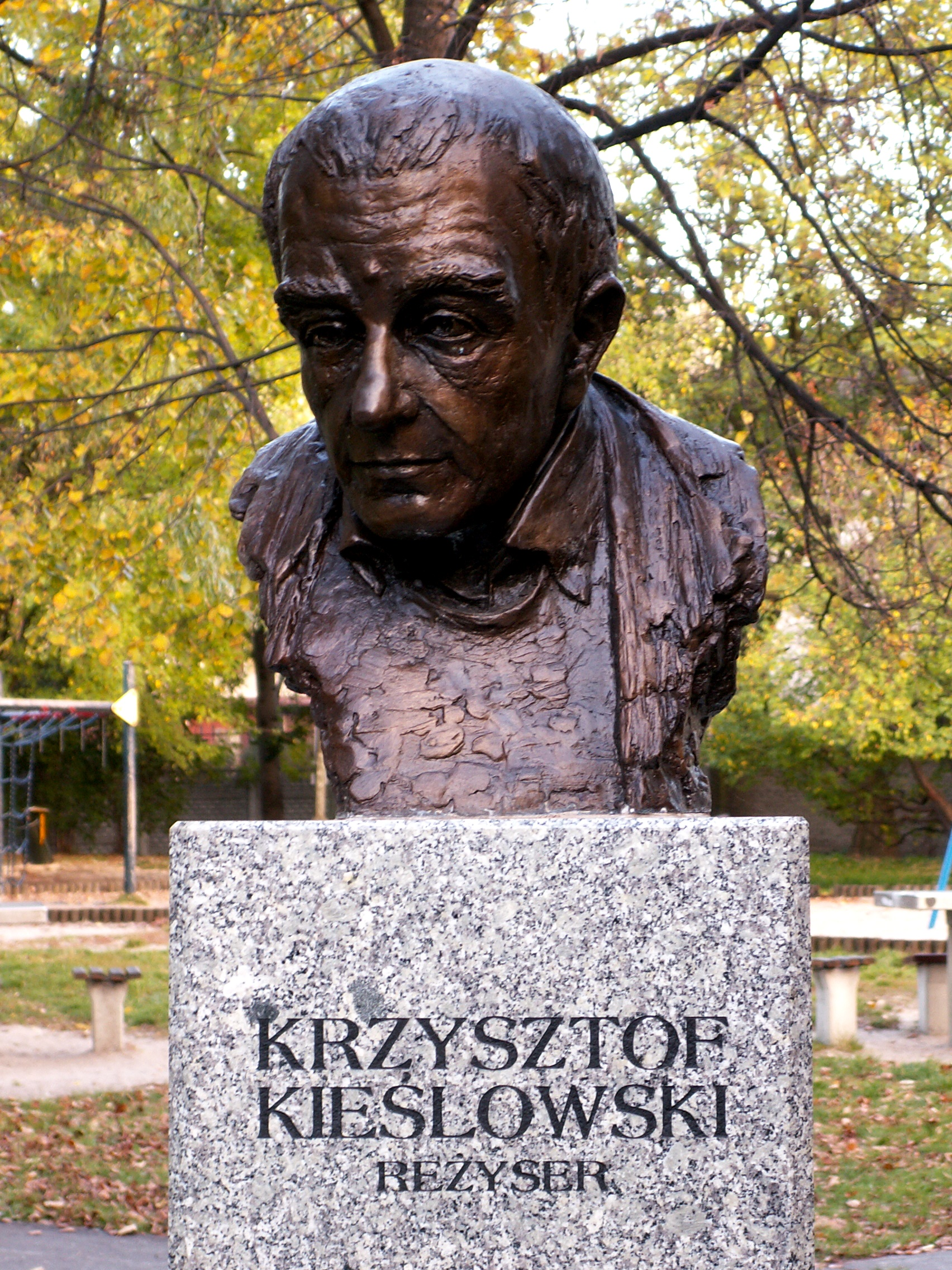
폴란드 퀠체에 있는 키에슬로프스키의 흉상

키에슬로프스키는 7-80년대 당시 “도덕적 불안의 영화”라고 불리던 새로운 폴란드 영화 세대를 대표하는 감독들 중 하나로 불리는데, 이 시기 그의 영화들은 안제이 바이다, 아그니에슈카 홀란트 등의 감독들과 함께 공산주의 정권 치하의 폴란드의 삶을 그리는데 주력했다. 초기 작품들에서 두드러지던 리얼리즘과 아마추어 연기자들로 구성된 거대 캐스팅은 후기에 이르러 전환점을 보이는데, <카메라 버프>와 <블라인드 챈스>에서 시작된 이런 흐름은 마지막 작품들인 <베로니카의 이중 생활>과 <세 가지 색> 연작에서 완숙한 모습을 보여준다. 이 작품들에서 키에슬로프스키는 본래의 사회적 문제에 초점을 맞추던 태도에서 벗어나, 우연이라는 힘 앞에서 나약할 수밖에 없는 개인들의 윤리적 선택을 묘사했다. 생전에 스탠리 큐브릭은 그의 <십계> 시나리오집에 부치는 서문에서 그를 두고 "훌륭한 능력을 가진 감독"이라고 일컬었으며, 그가 죽은 뒤 당시 미라맥스 필름 배급사의 사장이었던 하비 웨인스타인은 프리미어 지에 쓴 추도문에서 그를 "세계 최고의 감독 중 하나"로 칭송했다. 그가 미완성으로 남겨둔 3연작의 시나리오는 이후 피에시에비치가 완성했다. 키에슬로프스키가 죽기 전에 이미 완성되어 있었던 <천국> 편 시나리오는 톰 티크베어가 <헤븐(2002)>이라는 영화로 만들었으며, <지옥> 편 시나리오는 다니스 타노비치에 의해 <헬(2005)>이라는 영화로 완성되었다. 오늘날 키에슬로프스키는 가장 영향력 있는 유럽 영화 감독들 중 하나로 손꼽히고 있다.

## 작품 목록

### 다큐멘터리
- <얼굴> (1966) - 배우로 출연
- <일꾼들 '71> (1971)
- <벽돌공> (1973)
- <지하도> (1974)
- <이력서> (1975)
- <병원> (1976)
- <토킹 헤즈> (1980)

### 극영화
- <직원> (1975)
- <상처> (1976)
- <카메라 버프> (1979)
- <블라인드 챈스> (1981)
- <노 엔드> (1984)
- <십계> (1988)
- <살인에 관한 짧은 필름> (1988)
- <사랑에 관한 짧은 필름> (1988)
- <베로니카의 이중 생활> (1991)
- <세 가지 색: 블루> (1993)
- <세 가지 색: 화이트> (1994)
- <세 가지 색: 레드> (1994)